# Боавентура (Сан-Висенте)
Боавентура (порт. Boaventura) — район (фрегезия) в Португалии, входит в округ Мадейра. Расположен на острове Мадейра. Является составной частью муниципалитета Сан-Висенте. Население составляет 1537 человек на 2001 год. Занимает площадь 26,20 км².